# 提丢斯环形山
提丢斯环形山（Titius）是月球背面南半球一座古老的大撞击坑，约形成于前酒海纪代，其名称取自德国物理学家及数学家約翰·丹尼爾·提丟斯（Johann Daniel Titius，1729年-1796年），1970年被国际天文联合会正式批准接受。

## 描述

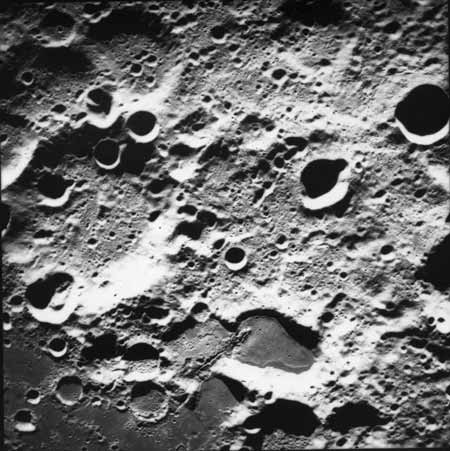
提丢斯环形山（中左）和鲍迪许陨石坑（右下），阿波罗15号拍摄。

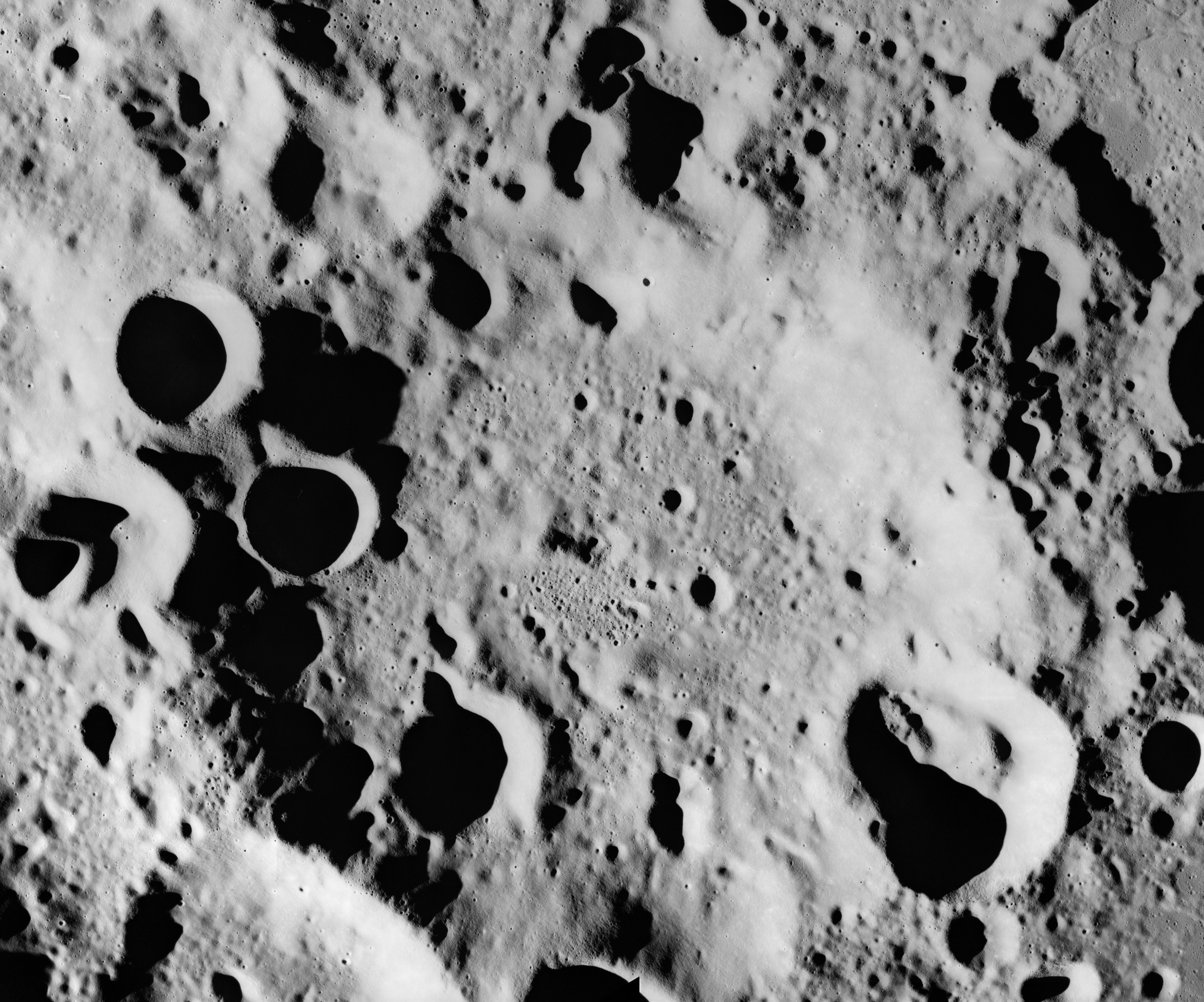
阿波罗15号拍摄的图像

该陨坑西邻劳里森环形山；北接科瓦斯基陨石坑；鲍迪许陨石坑和唐纳环形山位于它的东北和西南偏南；劳里森环形山的东北偏东分布着四座小陨坑-巴瓦(Bawa)、艾迪丝(Edith)、卡里玛(Karima)和法伊鲁兹（Fairouz）；在它们的后面则延伸着西格弗莱德月溪（Rima Siegfried）；东南偏东方则坐落着独湖。该陨坑的中心月面坐标为26°45′S 100°40′E / 26.75°S 100.66°E，直径68.4公里，深度2.8公里。
提丢斯环形山外观接近圆形，其边缘几乎已被后续的撞击完全摧毁，只有北侧和东北坑壁相对完整。陨坑南侧壁有一处裂口；东南壁横跨着卫星坑提丢斯 J；西南壁覆盖了提丢斯 N和提丢斯 Q，只剩下西南偏南一小段低浅的短壁；西侧坑壁也已被另外的三座小陨坑破坏。碗状的坑底除东北部外，表面不太平整，且散布有众多的小陨坑，西南部地表上坐落着卫星坑提丢斯 R。

## 卫星陨石坑
按惯例，最靠近提丢斯环形山的卫星坑将在月图上以字母标注在该坑的中心点旁。

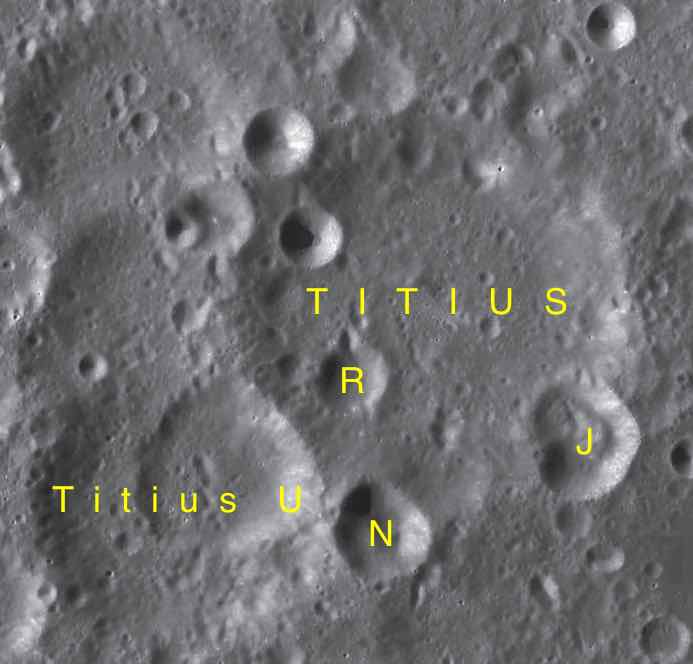
LAC-100 月图

| 提丢斯 | 纬度    | 经度     | 直径    |
| ------ | ------- | -------- | ------- |
| J      | 27.6° S | 101.6° E | 24 公里 |
| N      | 28.1° S | 100.0° E | 20 公里 |
| Q      | 28.0° S | 98.6° E  | 46 公里 |
| R      | 27.1° S | 99.9° E  | 14 公里 |

- 卫星坑提丢斯 Q形成于酒海纪[1]。

## 另请参阅
- 主带小行星1998 提丢斯